# San Marcos, Hidalgo
San Marcos är en ort i Mexiko.   Den ligger i kommunen Tula de Allende och delstaten Hidalgo, i den sydöstra delen av landet, 70 km norr om huvudstaden Mexico City. San Marcos ligger 2 074 meter över havet och antalet invånare är 10 961.
Terrängen runt San Marcos är platt åt nordost, men åt sydväst är den kuperad. Runt San Marcos är det ganska tätbefolkat, med 185 invånare per kvadratkilometer. Närmaste större samhälle är Tepeji de Ocampo, 17,8 km söder om San Marcos. Omgivningarna runt San Marcos är en mosaik av jordbruksmark och naturlig växtlighet.